# Сітронелл
Сітронелл (англ. Citronelle) — місто (англ. city) в США, в окрузі Мобіл штату Алабама. Населення — 3946 осіб (2020).

## Історія
Місцевість, де зараз розташовується Сітронелл була заселена у 1811 році. Місто зареєстроване у 1892.

## Географія
Сітронелл розташований за координатами 31°5′50″ пн. ш. 88°14′59″ зх. д. / 31.09722° пн. ш. 88.24972° зх. д. (31.097229, -88.249678).  За даними Бюро перепису населення США в 2010 році місто мало площу 67,39 км², з яких 66,65 км² — суходіл та 0,74 км² — водойми.

## Демографія
Згідно з переписом 2010 року, у місті мешкало 3905 осіб у 1443 домогосподарствах у складі 1051 родини. Густота населення становила 58 осіб/км².  Було 1632 помешкання (24/км²).
Расовий склад населення:
| - 70,7 % — білих - 20,2 % — чорних або афроамериканців - 4,9 % — корінних американців - 0,5 % — азіатів - 1,5 % — осіб інших рас |

До двох чи більше рас належало 2,2 %. Частка іспаномовних становила 2,6 % від усіх жителів.
За віковим діапазоном населення розподілялося таким чином: 26,1 % — особи молодші 18 років, 60,5 % — особи у віці 18—64 років, 13,4 % — особи у віці 65 років та старші. Медіана віку мешканця становила 37,7 року. На 100 осіб жіночої статі у місті припадало 90,7 чоловіків;  на 100 жінок у віці від 18 років та старших — 87,8 чоловіків також старших 18 років.
Середній дохід на одне домашнє господарство  становив 55 617 доларів США (медіана — 48 125), а середній дохід на одну сім'ю — 67 011 долар (медіана — 63 150). Медіана доходів становила 54 408 доларів для чоловіків та 27 101 долар для жінок. За межею бідності перебувало 16,9 % осіб, у тому числі 22,5 % дітей у віці до 18 років та 12,5 % осіб у віці 65 років та старших.
Цивільне працевлаштоване населення становило 1595 осіб. Основні галузі зайнятості: виробництво — 18,7 %, будівництво — 17,2 %, освіта, охорона здоров'я та соціальна допомога — 16,9 %.